# Direktborhydridbrennstoffzelle
Die Direktborhydridbrennstoffzelle oder DBFC (engl. direct borohydride fuel cell) ist eine Unterkategorie der alkalischen Brennstoffzelle, die direkt durch Natriumborhydrid oder Kaliumborhydrid als Brennstoff gespeist wird und entweder Luft bzw. Sauerstoff oder Wasserstoffperoxid als Oxidationsmittel verwendet. Die Direktborhydridbrennstoffzelle ist ein relativ neuer Brennstoffzellentyp, der sich derzeit in der Entwicklungsphase befindet und aufgrund seines im Vergleich zu anderen Brennstoffzellentypen hohen Betriebspotenzials von Interesse ist. Kürzlich wurde von Direktborhydridzellen berichtet, deren Spitzenleistung an die der Protonenaustauschmembran-Brennstoffzellen (engl. proton-exchange membrane fuel cells, PEMFCs) heranreicht, die aber bei doppelter Spannung arbeiten.

## Reaktionsgleichungen
Natriumborhydrid kann prinzipiell auch in konventionellen Wasserstoff-Brennstoffzellensystemen als Medium zur Wasserstoffspeicherung verwendet werden. Der Wasserstoff für eine Brennstoffzelle kann durch katalytische Zersetzung des Borhydrids wiedergewonnen werden:
NaBH4 + 2H2O → NaBO2 + 4H2
In Direktborhydridbrennstoffzellen dagegen wird das Borhydrid direkt aufgespalten und oxidiert, wodurch die Produktion von Wasserstoff umgangen wird und sogar etwas höhere Energieausbeuten erzielt werden:
|                | Gleichung                                                                                             |
| -------------- | --- |
| Anode          | {\displaystyle \mathrm {NaBH_{4}+8OH^{-}\to NaBO_{2}+6H_{2}O+8\ e^{-}} } Oxidation / Elektronenabgabe |
| Kathode        | {\displaystyle \mathrm {2O_{2}+4\ H_{2}O+8\ e^{-}\to 8\ OH^{-}} } Reduktion / Elektronenaufnahme      |
| Gesamtreaktion | {\displaystyle \mathrm {NaBH_{4}+2O_{2}\to NaBO_{2}+2H_{2}O} } Redoxreaktion / Zellreaktion           |

Das Standardpotential der Anodenreaktion beträgt E0 = −1,24 V, das der Kathodenreaktion E0 = +0,4 V, sodass sich insgesamt ein Redoxpotential von 1,64 V ergibt. Die Betriebstemperatur einer direkten Natriumborhydrid-Brennstoffzelle liegt bei 70 °C.

## Vorteile
Die Produktionskosten von Direktborhydridbrennstoffzellen sind potenziell niedriger als die von herkömmlichen Brennstoffzellen, da sie keine teuren Platinkatalysatoren benötigen. Außerdem weisen sie eine höhere Leistungsdichte auf. Durch die hohe Betriebsspannung der Direktborhydridbrennstoffzelle werden weniger Zellen in einem Stack (in Reihenschaltung) benötigt, um eine gewünschte Nennspannung zu erreichen, was die Stackkosten erheblich reduziert.

## Nachteile
Direktborhydridbrennstoffzellen produzieren in einer unerwünschten Nebenreaktion von NaBH4 mit Wasser, das von der Brennstoffzelle erwärmt wurde, kleine Mengen an Wasserstoff. Dieser kann entweder als Abgas abgeführt oder in eine konventionelle Wasserstoff-Brennstoffzelle geleitet werden. Beide Brennstoffzellen produzieren Wasser. Die Wasserkonzentration in der Direktborhydridbrennstoffzelle muss konstant gehalten werden, um eine gute Zellperformance aufrechtzuerhalten.
Der wesentliche Nachteil liegt jedoch darin, dass der Reaktionsablauf zur Stromerzeugung in einer Direktborhydridbrennstoffzelle nicht ohne Weiteres reversibel ist. Beispielsweise entsteht aus Natriumborhydrid (NaBH4), nachdem es seinen Wasserstoff freigesetzt hat und oxidiert wurde, das Reaktionsprodukt Natriummetaborat (NaBO2). Natriummetaborat könnte durch verschiedene Verfahren, von denen einige theoretisch nur Wasser und Strom oder Wärme erfordern, hydriert und somit der Brennstoff Natriumborhydrid wiedergewonnen werden. Diese Verfahren befinden sich jedoch noch in der Entwicklungsphase. Es wurden viele Patente zur effektiven Umwandlung von Natriummetaborat in Natriumborhydrid untersucht, aber zum Stand der Untersuchung (30. Juni 2010) wurde keines bestätigt – die aktuelle Effizienz des „Borhydrid-Recyclings“ scheint deutlich unter 1 % zu liegen, was zum Aufladen eines Fahrzeugs nicht geeignet ist.

## Kosten
Die prognostizierten Kosten für die Massenproduktion des Brennstoffs liegen bei nur 5 USD/kg, können also mit den Kosten für Kohlenwasserstoffbrennstoffe konkurrieren.